# Міннеола (Канзас)
Міннеола (англ. Minneola) — місто (англ. city) в США, в окрузі Кларк штату Канзас. Населення — 738 осіб (2020).

## Географія
Міннеола розташована за координатами 37°26′31″ пн. ш. 100°0′47″ зх. д. / 37.44194° пн. ш. 100.01306° зх. д. (37.442017, -100.013094).  За даними Бюро перепису населення США в 2010 році місто мало площу 1,19 км², уся площа — суходіл.

## Демографія
Згідно з переписом 2010 року, у місті мешкало 745 осіб у 289 домогосподарствах у складі 194 родин. Густота населення становила 628 осіб/км².  Було 334 помешкання (282/км²).
Расовий склад населення:
| - 95,6 % — білих - 1,2 % — азіатів - 0,5 % — корінних американців - 0,1 % — вихідців з тихоокеанських островів |

До двох чи більше рас належало 2,1 %. Частка іспаномовних становила 4,2 % від усіх жителів.
За віковим діапазоном населення розподілялося таким чином: 26,4 % — особи молодші 18 років, 50,4 % — особи у віці 18—64 років, 23,2 % — особи у віці 65 років та старші. Медіана віку мешканця становила 42,9 року. На 100 осіб жіночої статі у місті припадало 81,7 чоловіків;  на 100 жінок у віці від 18 років та старших — 75,6 чоловіків також старших 18 років.
Середній дохід на одне домашнє господарство  становив 51 202 долари США (медіана — 38 804), а середній дохід на одну сім'ю — 58 431 долар (медіана — 49 545). За межею бідності перебувало 12,0 % осіб, у тому числі 14,1 % дітей у віці до 18 років та 5,2 % осіб у віці 65 років та старших.
Цивільне працевлаштоване населення становило 296 осіб. Основні галузі зайнятості: освіта, охорона здоров'я та соціальна допомога — 35,5 %, виробництво — 15,2 %, публічна адміністрація — 13,2 %.